# Inheiden
Inheiden is een plaats in de Duitse gemeente Hungen, deelstaat Hessen, en telt 1225 inwoners (2007).